# Триария
Вижте пояснителната страница за други личности с името Триария.
Триария (на латински: Triaria) е знатна благорордничка от Древен Рим през 1 век.
През 49 г. Триария става втората съпруга на Луций Вителий Младши (консул 48 г.), който е син на Луций Вителий (консул 34 г.) и Секстилия и брат на император Авъл Вителий. Той е бил женен за Юния Калвина, потомка на Август, от която през 49 г. се развежда, за да се ожени за Триария.
Триария участва през 69 г. в боевете против Тит Флавий Сабин (консул 47 г.), по-големия брат на римския император Веспасиан, който прави неуспешен опит да смъкне император Вителий.